# Letov LK-2 Sluka

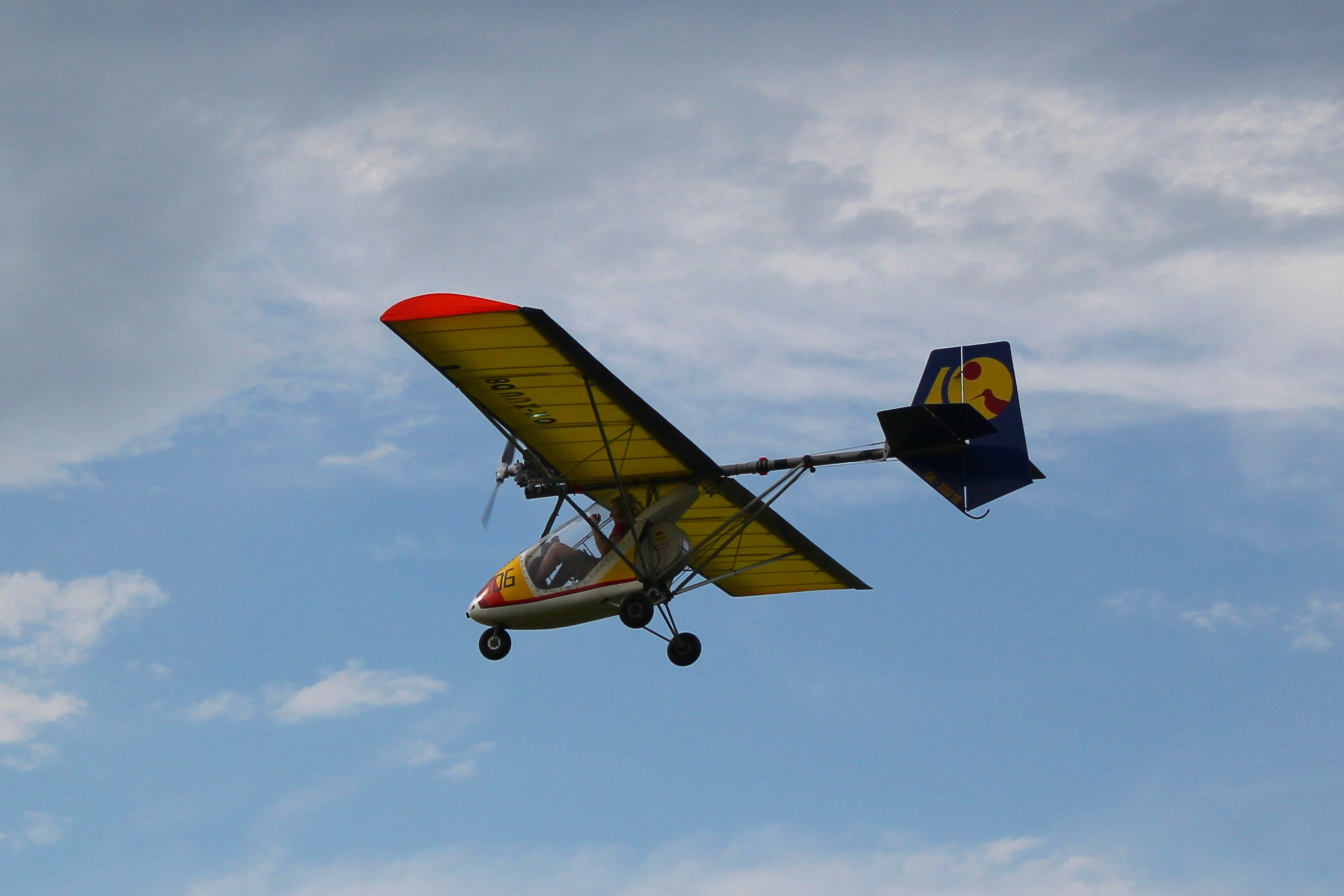
Um Letov LK-2 Sluka em voo próximo ao aeroporto de Benešov

O Sluka LK-2 é um ultraleve checoslovaco com um único assento fabricado na década de 1990 pela Letov, reconhecido por sua cabine de pilotagem aberta e asa coberta com uma tela artificial chamada de Dacron.
O LK-2 foi construído dentro da Letov por um grupo de entusiastas liderado pelo Eng. Jaroslav Kamarýt. Seu protótipo decolou pela primeira vez no final da década de 1980. Na época, entretanto, utilizava um motor Trabant. Com o passar dos anos, várias versões de um e dois assentos foram criadas e graças à sua peculiaridade, aerodinâmica e baixo preço, teve um relativamente grande sucesso no mercado. 
Após o lançamento bem-sucedido, seus criadores trouxeram uma nova variante denominada LK-2M, vendida em forma de kit para montagem pelo próprio comprador. A maior parte destes kits foram exportados para o Reino Unido na década de 1990, onde dezesseis LK-2M ainda estão em operação.
O LK-2 foi introduzido logo após a queda do regime totalitário e foi projetado como um modelo futuro, permitindo voos desportivos de baixo custo. A Letov fabricou esta aeronave até 1998, quando foi vendida para o Latecoere Group devido à sua ruim situação financeira, cessando a produção desta aeronave permanentemente, incluindo manutenção e suporte a seus proprietários. 
O piloto acrobático alemão Uli Dembinski respondeu à situação sobre a falta de suporte para os ultraleves LK-2, atendendo a pedidos de proprietários destas aeronaves e então fundando a Airhero em Praga, que buscava não só retomar o suporte para os proprietários existentes mas também voltar a produzi-lo. Os LK-2 modernizados são conhecidos pela designação LK-2H.

## Variantes

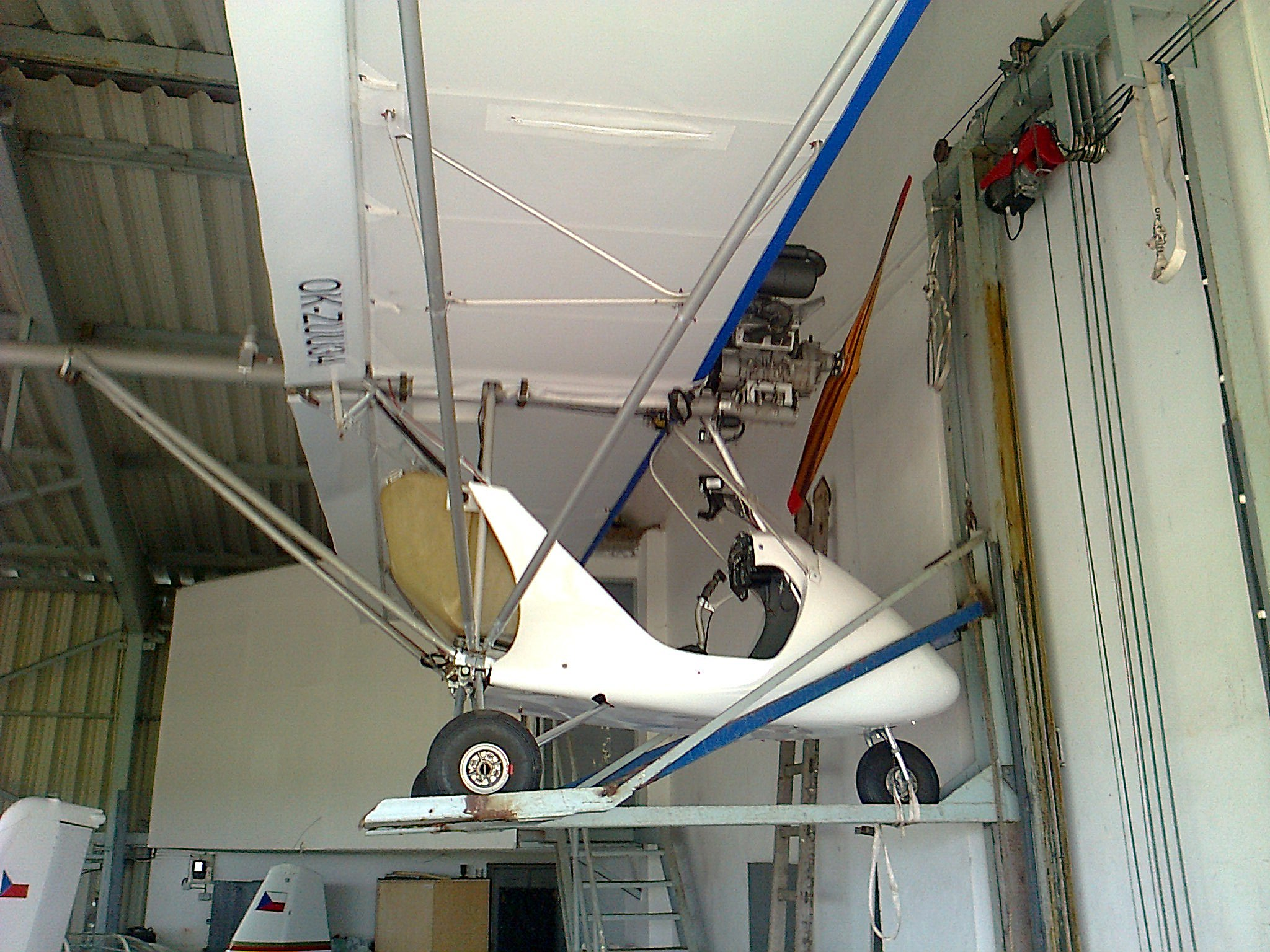
Sluka LK-2 com a matrícula OK-ZUU34 equipado com um tanque de combustível extra de 50 L.

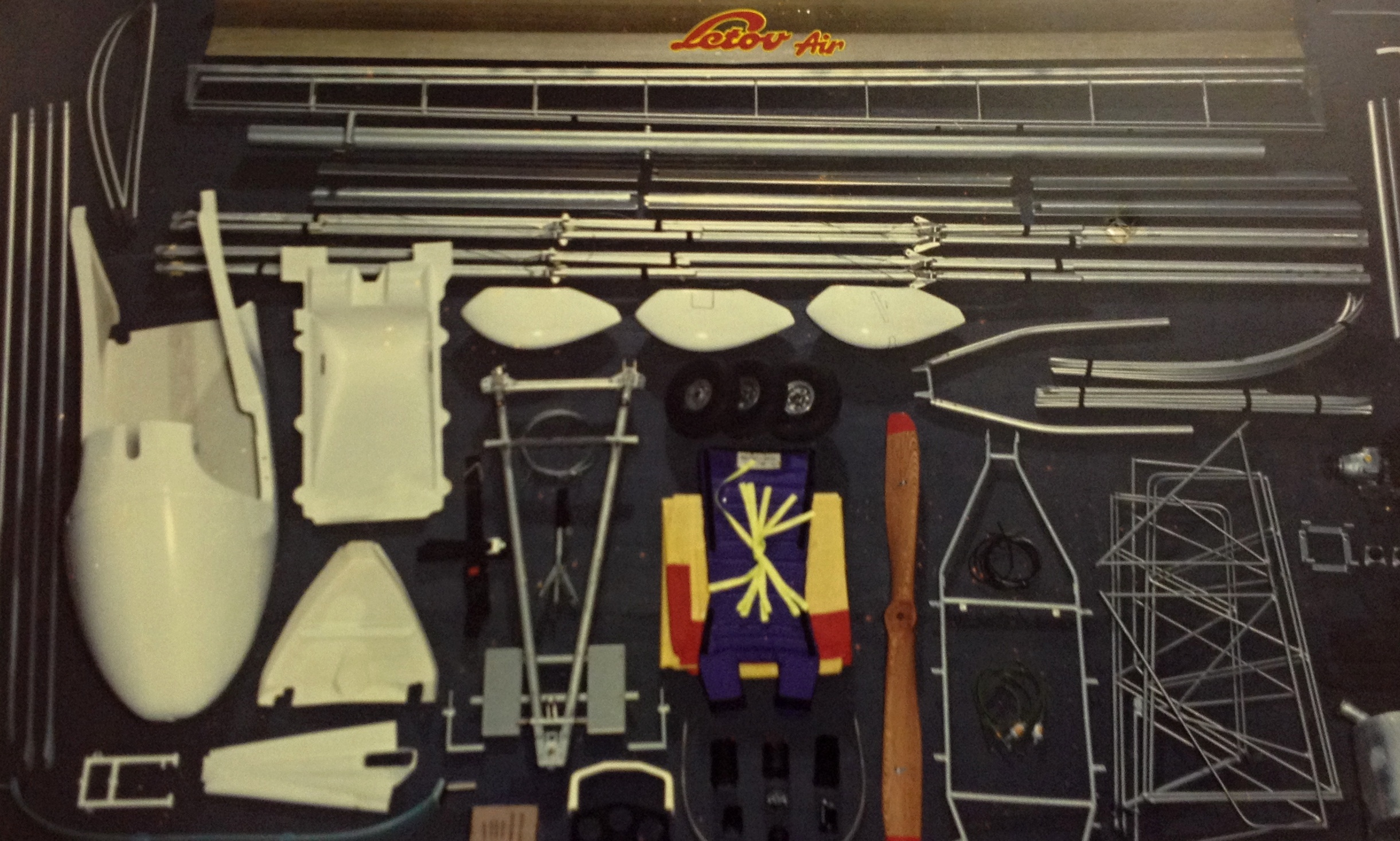
Sluka LK-2M, projeto que foi aprovado em julho de 1994, vendido em forma de kit.

O Sluka teve um grande número de variantes na linha direta e indireta. Entretanto, as indiretas trazem outras designações, por diferenciarem-se da construção original de forma mais fundamental.
O LK-2 é o modelo original, projetado desde a década de 1980. Caracteriza-se por uma cabine aberta, estrutura de duralumínio e um tanque de combustível com um volume de 25 litros.
O LK-2M foi a segunda geração da aeronave, vendida em forma de kit. Esta versão diferenciava-se da original por possuir uma cabine fechada e uma porta no lado direito, com um trem de pouso simples construído de materiais compósitos. 
O LK-2MT é um modelo muito similar ao LK-2M, com uma asa de madeira cuja forma melhorada permitia atingir maiores velocidades e reduzir o consumo de combustível.